# Marcos Pérez (músico)
Marcos Pérez (Castellnovo, ¿? - Valencia, 29 de octubre de 1662) fue un compositor y maestro de capilla español.

## Vida
Nació en la villa de Castellnovo, en la provincia de Castellón. Se formó musicalmente en la Catedral de Segorbe como infantillo de la capilla de música, bajo el magisterio de Raimundo Sessé. El 20 de agosto de 1618 fue contratado como cantor tiple de la capilla «pues con su voz y habilidad se suplirá suficientemente la falta que hay», lo que le concedía un salario de 15 libras y los beneficios correspondientes a los cantores de la capilla. Seis años más tarde, en julio de 1624, fue nombrado contralto de la capilla:

[...] unánimes et conformes que a Marcos Pérez, contralto, atendida la necesidad que había en dicha Iglesia de esta voz para la Capilla para aumento del culto divino, y consideradas sus buenas artes y habilidad y los servicios que tenía hechos a esta Iglesia sirviendo en ella algunos años de tiple, fuese admitido en dicho ministerio de contralto con salario de 40 libras y con la percepción de todas las distribuciones y emolumentos [...]
Actas capitulares de la Catedral de Segorbe, 20 de agosto de 1618

### Magisterio en Segorbe
En enero de 1625 el cabildo le concedió una capellanía perpetua, para que pudiera ordenarse sacerdote, «considerada su habilidad y su ciencia y la satisfacción que se tiene de su buena vida y costumbres». Poco después, en 1626, falleció Juan Bautista Ponz de Fitera, maestro de capilla de la Catedral de Sobrarbe, y el obispo Pedro Ginés de Casanova decidió suprimir la perpetuidad del beneficio del maestro de capilla, convirtiéndolo en «amovible y temporal»:

Considerando que por la experiencia se ha visto que de ser perpetuos y colativos los oficios o beneficios de industria, como lo eran el de la sacristía, monacato, diaconil, subdiaconil y otros de dicha Iglesia, se habían seguido y seguían muchos y graves inconvenientes, así en el ejercicio y ministerio de ellos como también en la elección de personas que por entender y confiar eran perpetuos, no solamente se descuidaban y eran negligentes en cumplir con sus obligaciones, pero, venían mucho a menos en lo que era tener las cualidades que para dichos oficios o beneficios se requerían, todos unánimes y concordes determinaron que el oficio o beneficio del magisterio de la Capilla de esta Santa Iglesia se suprimiese y extinguiese con autoridad y decreto del señor Obispo, o de su oficial y vicario general, reduciéndolo a naturaleza de amovible y temporal, porque de serlo resultará en mucho provecho y utilidad del servicio de dicha Iglesia y mucho aumento del culto divino porque por miedo de la pena y por conservar su salario el proveído en dicho oficio procurará servir con mucha puntualidad y satisfacción y para la ejecución de la sobredicha determinación se suplique al señor Obispo don Pedro Ginés de Casanova para que interponga su autoridad y decreto para que dicho Cabildo haga la provisión de dicho oficio de maestro de Capilla en la persona de más habilidad y que tenga las cualidades necesarias para cumplir con las obligaciones de dicho oficio, que vacó por muerte de Mosén Juan Bautista Ponz de Fitera en 23 de marzo de 1626.
Actas capitulares de la Catedral de Segorbe, 15 de abril de 1626

A mediados de 1626 se organizaron las oposiciones para el magisterio de la Catedral de Segorbe, siendo presidente del tribuna el maestro de capilla del Real Colegio del Corpus Christi de Valencia, de las que resultó ganador Marcos Pérez:

[...] al dicho Mosén Marcos Pérez, acólito susodicho, dándole y confiriéndole todo aquel poder que a semejantes maestros de Capilla según derecho y conforme a las constituciones de la misma Iglesia se pueden y deben dar con las mismas insignias, gracias y preeminencias que el dicho Mosén Ponz, su antecesor, tenía.
Actas capitulares de la Catedral de Segorbe, 22 de junio de 1626

Entre las obligaciones de Pérez en el magisterio estaba que  «enseñase todos los días canto, y que sea cada una semana tres días a canto de órgano y tres a canto llano: y que todos los cantores acudan so pena de la marca a su primera bien vista, exhortando también a todos los beneficiados a lo mismo». El maestro permaneció en el cargo en Segorbe hasta 1630, fecha en la que se trasladó a Valencia, para ejercer como capellán primer contralto del Real Colegio del Corpus Christi en Valencia.

### Magisterio en el Real Colegio del Corpus Christi de Valencia
La documentación de la estancia de Pérez en el Real Colegio del Corpus Christi resulta complicada. En 1620 se encuentra por primera vez a un «Marcos Pérez» en el Real Colegio: un capellán primero sin salario. Este Marcos Pérez se documenta por primera vez en 1622 en un recibo, «Marcos Pérez ingresó muy joven en la Capilla del Corpus Christi. En 18 de agosto de 1622 la hizo merced el Colegio de tres libras para que se comprara un vestido nuevo.» Ese Pérez es distinto del Marcos Pérez que se trata aquí, que aparece en las actas capitulares a partir de 1630 como contralto capellán primero y al que se refieren como «Marcos», para distinguirlo del «Pérez» anterior.
Marcos Pérez obtuvo su cargo de contralto en el Real Colegio del Corpus Christi el 28 de noviembre de 1630, gracias a las gestiones del maestro Juan Bautista Comes.

En 23 de noviembre de 1630 se pusieron editos para una plaça de contralto con capellanía primera y 60L[ibras] de salario, y dicho día se opuso mosén Marcos Pérez [...] Y en 28 de dicho mes los señores electores nombraron a dicho mosén Marcos Pérez por capellán primero con salario de 60L nemine discrepante.
Actas del Real Colegio del Corpus Christi, 23 de noviembre de 1630

No hay muchas noticias de las actividades de Pérez en Valencia. A partir de 1632 realizó las tareas del maestro de capilla de forma interina, actividad que mantendría hasta casi su fallecimiento en 1662. En marzo de 1635 se le cedió el uso de una casa, además de otros honores, lo que indica que obtuvo los privilegios que le correspondían al maestro de capilla, a pesar de mantenerse como interino por más de 25 años. De hecho, participó como juez en las oposiciones al magisterio de la Catedral de Segorbe en 1656 en las que fue elegido maestro Miguel Selma. Sin embargo, su interinidad llamó la atención de los visitadores en 1661, que ordenaron la realización de unas oposiciones para ocupar el cargo de forma oficial: «que dentro de veinte días se pongan edictos en los lugares, y con los términos dispuestos en la Constitución y se provea dicha plaza en propiedad y que no se gobierne por sustitución, como hasta aquí». La gestión se retrasó hasta el 28 de septiembre de 1662, de la que resultó vencedor José Hinojosa, hasta entonces maestro de capilla de la Catedral de Teruel.

Jueues a 28. de sett[iembr]e 1662 se fixaron edictos para la Plaça de Maestro de Capilla con salario de £150 y casa A la qual estâ annexa Una de las Capellanias primeras con Distribuciones de £220 sin misa. Y se fixaron en las puertas de este Col[egi]o en las de la Aseo S[an] Martin, S[an] Joan [del mercado] S[an] Nicolas y demas partes que manda la Constitucion 
 
En Xatiua se fixaron en 30. de sett[iembr]e

En Gandia se fixaron en 3. de Octub[r]e

En Origuela se fixaron en 20 de Octub[r]e

En Segorbe se fixaron en 29. Sett[iembr]e

En Murçia se fixaron en 4. de Octub[r]e

En Cuenca se fixaron en 4. de Octub[r]e

En Tortosa se fixaron en 30 Sett[iembr]e

En Çaragoza se fixaron en 8. de Octub[r]e

Opositores 
Gabriel Chambi Musico de la Aseo

Roque Monserrat Organista de S[anta] Catharina

Jusepe Ynojosa M[aestr]o de Capilla de Teruel

El Lic[encia]do Miguel Monchiu sub[d]iacono

Luis Gargallo m[aestr]o de Capilla de Huesca.

Elección de capellán del Real Colegio de Corpus Xpti, 28 de septiembre de 1662

La intención era mantener a Pérez como contralto y ayudante del maestro de capilla Hinojosa, pero falleció poco después, el 29 de octubre de 1662 en Segorbe.

## Obra
No se han conservado obras de Pérez en Segorbe, debido probablemente a la destrucción parcial del archivo de Catedral de Segorbe durante la Guerra Civil Española. El papel del archivo se llevó a la fábrica de papel de Buñol para ser «reciclado».
En Valencia, en el Real Colegio del Corpus Christi, se conservan cuatro obras suyas, de las que el musicólogo José Climent menciona que:

Las cuatro composiciones que han llegado a nosotros [...] nos lo muestran como buen conocedor de un policoralismo predominantemente homófono, donde ciertamente hay más armonía que contrapunto imitativo. Es precisamente en tiempos de Marcos Pérez cuando el arpa, aun sin llegar a formar parte de la plantilla, tiene
una mayor participación.